# Set It Off (soundtrackalbum)
Set It Off: Music From the New Line Cinema Motion Picture är soundtrackalbumet till den amerikanska actionfilmen Set It Off. Den gavs ut den 24 september 1996 av EastWest Records och innehåller produktion från flera av dåtidens mest populära musikproducenter inom hiphop och R&B, så som Organized Noize, DJ U-Neek och DJ Rectangle.

## Låtlista
| 1.  | "Set It Off"          | Ivan Martias, Andrea Martin, Organized Noize, Dana Owens, Steve Standard     | Organized Noize featuring Queen Latifah   | 5:02 |
| 2.  | "Missing You"         | Gordon Chambers / Barry J. Eastmond                                          | Brandy, Tamia, Gladys Knight & Chaka Khan | 4:23 |
| 3.  | "Don't Let Go (Love)" | Ivan Martias, Andrea Martin, Organized Noize                                 | En Vogue                                  | 4:51 |
| 4.  | "Days of Our Livez"   | Bone Thugs-N-Harmony                                                         | Bone Thugs-n-Harmony                      | 5:49 |
| 5.  | "Sex Is on My Mind"   | S. Brown                                                                     | Blulight                                  | 4:40 |
| 6.  | "Live to Regret"      | Trevor Smith, George Spivey                                                  | Busta Rhymes                              | 4:18 |
| 7.  | "Angel"               | Carolyn Franklin, Sonny Saunders                                             | Simply Red                                | 3:39 |
| 8.  | "Name Callin'"        | Dana Owens, Nichelle Strong                                                  | Queen Latifah                             | 3:50 |
| 9.  | "Angelic Wars"        | Robert Barnett, Fred Bell, Willie Knighton, Organized Noize, Jamahr Williams | Goodie Mob                                | 3:21 |
| 10. | "Come On"             | Darrell "Delite" Allamby, Billy Lawrence                                     | Billy Lawrence featuring MC Lyte          | 4:09 |
| 11. | "Let It Go"           | Keith Crouch, Glenn McKinney, Roy Dog Pennon                                 | Ray J                                     | 4:53 |
| 12. | "Hey Joe" (Live)      | Billy Roberts                                                                | Seal                                      | 4:20 |
| 13. | "The Heist"           | Jamali Cathorn, Ericka Martin, Kim Savage                                    | Da 5 Footaz                               | 4:04 |
| 14. | "From Yo Blind Side"  |                                                                              | X-Man featuring H Squad                   | 4:04 |
| 15. | "Up Against the Wind" | Christopher Young                                                            | Lori Perry                                | 4:28 |